# Yakan (créature légendaire)
Gan, Shagan, Shakan
Pour les articles homonymes, voir Yakan (homonymie).
Le Yakan (野干 ; 野犴) également désigné sous les noms de Shakan ou Shagan (射干 ; 夜干)  ou encore Gan (豻), est une bête sauvage mentionnée dans les textes bouddhiques sanskrit traduits en chinois puis importés au Japon. Longtemps considérée comme une créature mystérieuse dans cette région, son image sera confondue par différents animaux au cours de sa distribution dans les différents pays. Au Japon, l’image de cet animal se fixera à celle du renard dont il sera sa dénomination alternative dans de nombreux textes, notamment religieux où il serait l'une des formes préliminaires de la perception du renard dans la culture japonaise. 

## Dans la littérature
Selon le Bencao shi yi sous la dynastie Tang : « Dans les sutras bouddhiques, il est fait mention du yakan. C'est une bête malfaisante, de couleur jaune (黄) et vert (青), semblable à un chien, qui dévore les Hommes et grimpe bien aux arbres ». Dans le Fanyi Mingyi Ji (zh) sous la dynastie Song, il est décrit comme « semblable à un renard, mais de plus petite taille, se déplaçant en groupe et hurlant la nuit comme un loup » Le Zhengzitong (zh) mentionne : « Le gan est un chien sauvage. Il ressemble à un renard, est de couleur noire, et dévore les tigres et les léopards, ce qui le fait craindre des chasseurs. »

### Identité
Le terme trouve son origine dans le mot sanskrit « Śṛgāla » (शृगाल), traduit en 悉伽羅. À l'origine, ce terme servait à désigner le chacal et plus particulièrement le chacal doré, dont l'aire de répartition couvre une grande partie de l’Eurasie. En Inde, le canidé était connu comme une créature de mauvais augure qui rôdait dans des « forêts de cadavres » (des forêts dans lesquelles on laissait les morts et qui servaient de cimetière), volant des offrandes et se nourrissant de la chair des morts abandonnés dans ces lieux. Ainsi, il a été associé aux divinités de ces forêts comme Kali et Chamunda. 
Cependant, comme cet animal est peu répandu en Chine, il a été confondu avec des espèces locales plus communes et a été utilisé pour désigner d’autres canidés tel que le renard (狐) ou le dhole (犲), ou encore différentes espèces de martres (貂).   
Il est à noter que le caractère 犴 est notamment utilisé pour désigner un animal ressemblant à un chien, un renard ou un chacal. En Inde, le renard du Bengale et le dhole vivant en sympatrie avec le chacal dans cette régions et ayant un régime alimentaire comparable, sont d’éventuels candidats pour retracer l’origine du yakan.  
Dans une traductions de textes bouddhiques à partir du chinois publiés dans le 東京人類学雑誌 (Tōykō jinrui zasshi, « Magazine d’études anthropologiques de Tokyo ») en 1910, le naturaliste Minakata Kumagusu a interprété la transcription de ces terminologies par la sanskrit « Śṛgāla » (chacal en français et « shaghal » en arabe).

### Japon

Une dakini-ten chevauchant un yakan sous les traits d’un renard blanc.

Au Japon, le terme yakan a d'abord été principalement utilisé par les érudits et dans les contextes religieux comme dans le bouddhisme et l’onmyōdō comme une dénomination alternative pour le renard, comme c’est le cas dans certains textes rituels de l’école tendai. 
Le Nihon ryōiki, paru durant la période Heian, raconte l’histoire d’une renarde démasquée par un homme après qu’elle avait pris une forme humaine pour l’épouser. Lorsque celle-ci fut sur le point de s’enfuir l'homme tenta de la rappeler en lui disant kitsu-ne yo (来つ寝よ, « tu peux revenir coucher ici tu sais »). Cette interjection donnera par la suite le terme « kitsune » pour le renard. Dans ce texte, l’animal était notamment désigné sous le nom de « yakan ».
Au cours de la période kamakura, le Shūkai Shō (jp) indique que « le hurlement du yakan peut prédire le bon ou le mauvais augure ». Le Azuma Kagami mentionne également des incidents où ces derniers auraient fait disparaître des lames célèbres. 
Au cours de la période Edo voire après, le terme yakan fut toujours largement utilisé comme dénomination alternative pour le renard, que ce soit dans les ouvrages religieux, les encyclopédies ou dans les contes populaires locaux. Toutefois, dans des ouvrages de pharmacopée comme le Yamato Honzō (jp), il est écrit en citant des textes chinois : « le yakan est de petite taille par rapport au renard plus grand, il a une longue queue et grimpe bien aux arbres », suggérant qu'il s’agirait de deux créatures distinctes.
Dans le bouddhisme ésotérique japonais, les Dakinis, des femmes démoniaques au service du roi Enma, sont considérées comme étant la incarnation de yakans. À partir de l'époque de Heian, les dakinis sont carrément représentées comme chevauchant cet animal. Cette interprétation proprement japonaise de la dakini a conduit à la fusion du renard avec Inari, la divinité de la fertilité et de la prospérité, ainsi qu'à l'émergence de divinités comme Īzuna Gongen (jp), Akiha Gongen (jp) Kubin (jp), une divinité en lien avec les croyance autour des tengu.
Dans le théâtre Nō, le masque représentant l'esprit du renard est appelé « yakan », et il est utilisé dans des pièces comme Sesshōseki et Kojin, où apparaissent des renards. Le nom du rôle du renard dans Sesshōseki est d’ailleurs défini comme un yakan no rei (野干の精, « l'esprit du yakan »).